# Torsten Hülphers
Torsten Walter Reinhold Hülphers, född 25 maj 1901 i Åmål, död 21 september 1965 i Slottsstadens församling, Malmö, var en svensk direktör och kommunalpolitiker (höger). Han var bror till Arne Hülphers.
Hülphers var son till metodistpastorn Walter Hülphers och Anna af Uhr. Han blev verkställande direktör i AB Textilkonst i Malmö 1935, var fabrikschef och direktör  vid AB Malmö Strumpfabrik 1940–1946 och startade därefter agentur med textilråvaror. Han var ledamot av Malmö stadsfullmäktige 1950–1965 (ordförande i högergruppen från 1956), vice ordförande i skolstyrelsen 1943–1952, dito i styrelsen för Malmö stads spårvägar 1948–1957, dito i sjukvårdsstyrelsen 1954–1960 samt slutligen kommunalråd för undervisnings- och kulturroteln 1961–1965.